# 新潟県道323号黒埼上新町線

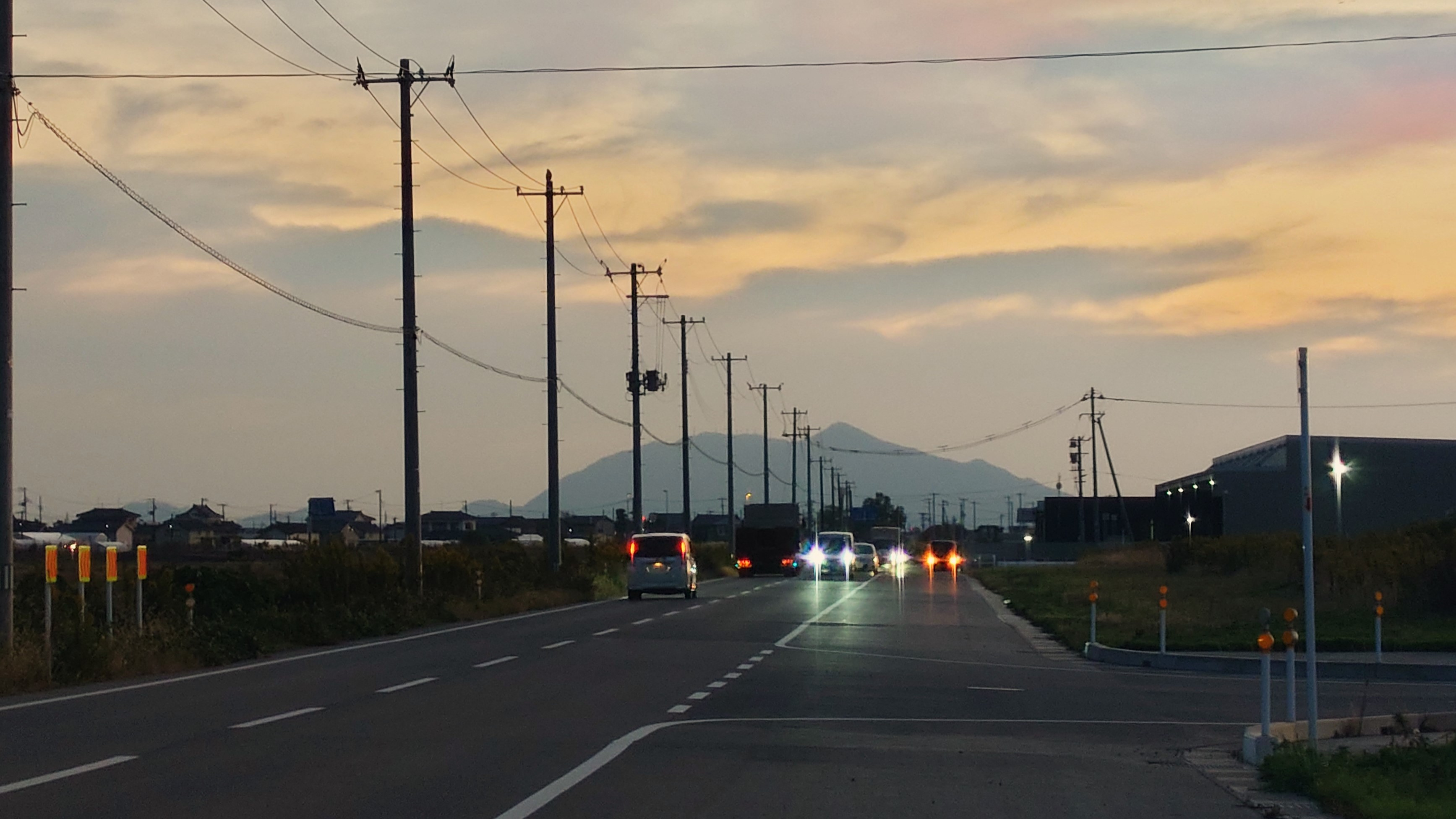
現：西蒲原広域農道1号線

新潟県道323号黒崎上新町線（にいがたけんどう323ごう くろさきかみしんまちせん）は、新潟県新潟市の一般県道である。

## 概要
全区間が新潟市管理に移管となっている。このため県道としては表立って案内されていない。
全線で片側1車線が確保されてあるが、歩道を有するのは小針付近の市道小針2号線区間と上新町付近の市道曽和上新町線区間および中権寺付近の県道2号区間の一部に限られ、途中区間は他県道との重複区間を含めほぼ全線で歩道が整備されていない。

## 地理
通過する自治体
- 新潟県新潟市

接続･交差する道路
- 国道116号 - 起点、途中田島交差点にて接続。
- 新潟県道2号新潟寺泊線
- 新潟県道44号新潟燕線
- 国道402号 - 終点にて接続。

### 路線データ
- 起点：新潟県新潟市新潟市西区山田(国道116号交差点)
  - 新潟市道小針線2号線（新潟市西区山田～西区寺地）
  - 西蒲原広域農道1号線（西区寺地～西区北場字立野）
  - この間県道重複区間新潟県道2号新潟寺泊線（西区北場字立野～西区黒鳥字高分･黒鳥交差点）
  - この間県道重複区間新潟県道44号新潟燕線（西区黒鳥字高分～西区木場字大浦）
  - 西蒲原広域農道2号線[注釈 1]（西区木場字大浦～西区中権寺）
  - この間県道重複区間新潟県道2号線（西区中権寺地内）
  - 市道曽和上新町線（西区中権寺～西区内野上新町）
- 終点：新潟県新潟市西区内野上新町(国道402号交差点)

### 周辺
- 内野西が丘駅
- 新潟交通内野営業所
- きらら西公園
- 的場流通南地区工業団地